# Chinattus
Genre
Chinattus est un genre d'araignées aranéomorphes de la famille des Salticidae.

## Distribution
Les espèces de ce genre se rencontrent en Asie sauf Chinattus parvulus d'Amérique du Nord.

## Liste des espèces
Selon World Spider Catalog (version 26, 08/07/2025) :
- Chinattus caucasicus Logunov, 1999
- Chinattus chichila Logunov, 2003
- Chinattus crewsae Wang, Li & Pham, 2023
- Chinattus dactyloides (Xie, Peng & Kim, 1993)
- Chinattus falco Suguro, 2016
- Chinattus furcatus (Xie, Peng & Kim, 1993)
- Chinattus huanggangshan K. K. Liu, 2025
- Chinattus inflatus Wang & Li, 2020
- Chinattus logunovi Wang, Li & Pham, 2023
- Chinattus mikhailovi Logunov, 2021
- Chinattus ogatai Suguro, 2014
- Chinattus parvulus (Banks, 1895)
- Chinattus prabodhi Basumatary, Das, Caleb & Brahma, 2020
- Chinattus sinensis (Prószyński, 1992)
- Chinattus taiwanensis Bao & Peng, 2002
- Chinattus tibialis (Żabka, 1985)
- Chinattus undulatus (Song & Chai, 1992)
- Chinattus validus (Xie, Peng & Kim, 1993)
- Chinattus wengnanensis Cao & Li, 2016
- Chinattus wulingensis (Peng & Xie, 1995)
- Chinattus wulingoides (Peng & Xie, 1995)

## Systématique et taxinomie
Ce genre a été décrit par Logunov en 1999 dans les Salticidae.

## Publication originale
- Logunov, 1999 : « Redefinition of the genus Habrocestoides Prószynski, 1992, with establishment of a new genus, Chinattus gen n. (Araneae: Salticidae). » Bulletin of the British Arachnological Society, vol. 11, no 4, p. 139-149 (texte intégral).